# Русская национально-трудовая партия
Русская национально-трудовая партия — коллаборационистская организация, созданная русскими националистами в годы Второй мировой войны, имела филиалы в Германии и на оккупированных территориях СССР.

## В Германии
Центр организации находился в Берлине. В г. Вустрау, работала специальная школа, которая готовила кадры для организации. Школа находилась в ведении министерства по восточным территориям Германии.

## На оккупированных территориях
Филиал РНТП в г. Борисов возглавлял Иван Григорьевич Титов (он же Вишневский) и г. Ольский. В мае 1943 года 98 человек окончивших школу в Вустрау прибыли в г. Борисов, из них 35 человек направлены в Брянск, ещё 28 человек в Борисовский, Крупкинский, Логойский, Толочинский и другие районы и населённые пункты. Основным заданием членов РНТП была агитация и пропагандистская работа по распространению идей «новой независимой России», вовлечение масс в партию и подготовка кадров для «Русской освободительной Армии» (РОА). 
В том же самом в г. Борисов располагалась «Высшую немецкую школу для русских офицеров», в которую направлялись члены РНТП, имевшие воинские звания царской России и бывшие офицеры РККА.